# Montague Druitt
Montague John Druitt (15 de agosto de 1857 - 31 de diciembre de 1888) fue uno de los sospechosos en los asesinatos de Jack el Destripador, que tuvieron lugar en Londres entre agosto y noviembre de 1888.
Provenía de una familia de clase media-alta inglesa, y estudió en el Winchester College y en la Universidad de Oxford. Después de graduarse, ocupó un puesto en un colegio y siguió una carrera paralela en la ley; obtuvo el título de abogado en 1885. Su principal interés fuera del trabajo fue el cricket, que jugó con muchos jugadores importantes de la época, entre ellos Lord Harris y Francis Lacey.
En noviembre de 1888, Druitt perdió su puesto en la escuela por razones que se desconocen. Un mes más tarde su cuerpo fue encontrado ahogado en el río Támesis. Su muerte, que resultó ser un suicidio, más o menos coincidió con el fin de los asesinatos que se atribuyeron a Jack el Destripador. Sugerido en privado en la década de 1890 que pudo haber cometido los delitos de conocimiento público, con posterioridad, en la década de 1960, este indicio condujo a la publicación de libros proponiéndolo como el asesino. Las pruebas contra él parecieran ser totalmente circunstanciales, y muchos escritores de la década de 1970 lo han rechazado como un posible sospechoso.

## Analizando posibilidades de que Montague Druitt sea el rostro de "Jack el Destripador"
Como ya se dijo, Druitt supuestamente se suicidó arrojándose al río Támesis. Se sugirió en privado en la década de 1890 que pudo haber cometido aquellos homicidios de conocimiento público del año 1888. La nominación de este hombre al cargo de haber sido el verdadero asesino de Whitechapel, surgió a partir de un reporte policial de circulación interna (memorándum) redactado en 1894 por el entonces jerarca de Scotland Yard, Sir Melville Leslie Macnagthen. En esas notas se señaló a tres personas como sospechosos plausibles, y entre ellos a Montague John Druitt.
En ese documento y en lo que a éste atañe, se mencionaba que (el posible sospechoso): 

número 1, es el Sr. M.J.Druitt, un médico de unos 41 años de edad y de familia bastante acomodada, que desapareció cuando se cometió el asesinato de Miller´s Court, y cuyo cuerpo fue encontrado flotando en el Támesis el 31 de diciembre, o sea, siete semanas después de este asesinato. Era sexualmente insano y por informaciones privadas, tengo casi la certeza de que su propia familia sospechaba que era el responsable de los crímenes.

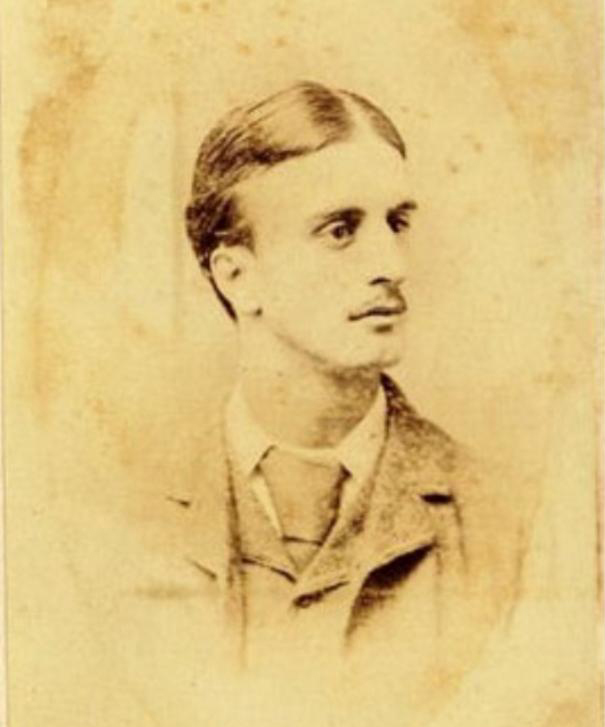
Montague John Druitt.

El reporte señalado con notoriedad contiene errores: Druitt falleció con treinta y un años y no con cuarenta y uno, y aunque provenía de una familia de reconocidos galenos, era profesor y abogado pero no médico. Otro punto a tener presente es que el policía no acusó directamente al por entonces fallecido. Conforme se ha destacado: 

En su preámbulo, Macnagthen había indicado ya que no sospechaba particularmente de ninguno de los tres hombres, y en lo que decía de Druitt, dejó muy claro que fue la familia del difunto y no la policía, la que creía que era el asesino.

Con posterioridad, en la década de 1960, este indicio condujo a la publicación de varias obras proponiéndolo como el asesino. En especial debe destacarse el ensayo de Tom Cullen titulado Otoño de Terror y editado en 1964, así como la investigación de Dan Farson sencillamente titulada Jack the Ripper, obra publicada en 1972.
Además, las pruebas contra Montague Druitt eran totalmente circunstanciales, y muchos escritores luego de la década de 1970 lo han rechazado como un posible sospechoso. Al efecto se señaló: 

La coincidencia de que no se adicionaron nuevos homicidios de reconocida autoría bajo el patrón o modo de operar del criminal de Whitechapel, abona y da alas a la tesis de la culpabilidad de Druitt. No obstante, parecería sumamente claro que se trata de una prueba circunstancial y de casi nulo valor convictivo.